# Barton-Halbinsel
Die Barton-Halbinsel ist eine kleine Halbinsel am südwestlichen Ende von King George Island im Archipel der Südlichen Shetlandinseln. Sie trennt die Marian Cove von der Potter Cove.
Das UK Antarctic Place-Names Committee benannte sie 1963 nach dem britischen Geologen Colin Munroe Barton (* 1934), der von 1951 bis 1961 für den Falkland Islands Dependencies Survey auf King George Island tätig war.